# Малий конюх без роботи
Малий конюх без роботи (англ. Nothing Doing) — картина, котру створив французький художник Жуль Бастьєн-Лепаж (1848—1884).

## Опис твору
Біля розбитого негодою і старого паркану стоїть малий хлопчик. На дитині, що не досягла і 13 років, старий і подертий одяг, якому давно годиться бути ганчірками. Але у родини хлопчика нема грошей, аби придбати гідний одяг і гідне взуття для дитини. Хлопчик взутий у старе взуття не за розміром, бо іншого нема де узяти.
В руці хлопця — батіг, а збоку малий дзвоник. За припущеннями дослідників хлопчик рано вимушений працювати, аби якось допомагати бідній родині. Він, йомірно, малий конюх і погонич коней, котрих у Франції впрягали, щоби ті тягли човни з вантажем і баржі берегами каналів чи малих річок. Малий дзоник для сповіщення, що вантаж прибув.
Твори Бастьєна-Лепажа надзвичайно відрізнялись тематично і змістовно від низки картин його митців-сучасників, що активно обслуговували багаті верстви населення. Він госрто відчував проблеми знедоленого французького селянства, його важкий побут і важкий життєвий шлях на кожному етапі. Звідси часте звертання до побутового жанру зі сценами життя сільської бідноти і їх малопомітних подій, зборів небагатого врожаю тощо. Бастьєн-Лепаж не ідеалізує французьке селянство, не милується злиднями, пише селян із повагою, але й не бачить шляхів покращення їх життя. Кожна його картина сільської тематики — наче заклик до співчуття знедоленим.
В цьому художник справжній продовжувач гуманістичних традицій французького і європейського мистецтва, котрі розвивали майстри на кшталт Франсуа Мілле чи Джованні Сегантіні у ХІХ столітті.

## Провенанс
Картина (без обговорення теми) була створена Лепажем для британського арт-ділера Артура Тута. Картину також експонували на меморіальній виставці Басьєна-Лепажа у Парижі 1885 року.